# Éclipse solaire du 21 juin 2001
L'éclipse solaire du 21 juin 2001 est une éclipse solaire totale.
C'était la première éclipse solaire du XXIe siècle.

## Visibilité

Carte animée de l'éclipse.

La zone de pénombre (éclipse partielle) était visible en Amérique du Sud et au Sud de l'Afrique. L'éclipse totale a, quant à elle, traversé l'Océan Atlantique Sud et certains pays du sud de l'Afrique, ainsi que Madagascar et l'océan Indien.

### Filmographie
- Un moment d'obscurité : L'éclipse totale de soleil du 21 juin 2001, en Angola, documentaire réalisé par Jean Mouette, CNRS Images, Meudon, 2001, 26 min (VHS)